# Styringomyia fumosa
Styringomyia fumosa är en tvåvingeart som beskrevs av Edwards 1924. Styringomyia fumosa ingår i släktet Styringomyia och familjen småharkrankar.
Artens utbredningsområde är Fiji. Inga underarter finns listade i Catalogue of Life.